# شعب الجميعي (القفر)

تعديل مصدري - تعديل

شعب الجميعي محلة تابعة لقرية بيت العلاف، التابعة لعزلة بني سيف السافل بمديرية القفر إحدى مديريات محافظة إب في الجمهورية اليمنية، بلغ تعداد سكانها 82 حسب تعداد اليمن لعام 2004.